# OpenSCAD
OpenSCAD est un logiciel libre, sous licence GPLv.2, de modélisation paramétrique fonctionnant sous Linux, macOS et Microsoft Windows. 
Le projet a débuté en février 2010.

## Présentation

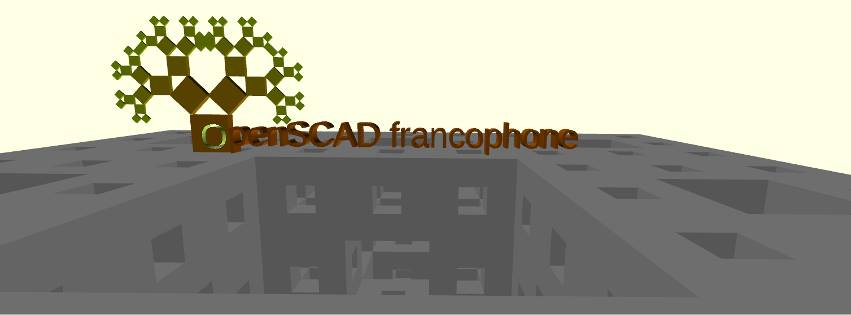
Couverture de la page Facebook des utilisateurs francophones de OpenSCAD montrant les possibilités récursives et itératives

OpenSCAD offre la possibilité de créer des objets 2D (par exemple pour une découpe laser) ou 3D (par exemple à destination de l'impression 3D).
La conception des objets passe par un langage de programmation et il y a un éditeur incorporé, en vis-à-vis d'une sous-fenêtre affichant le résultat du code écrit.
L'ensemble de la documentation technique du logiciel est disponible sur wikibook.
Il utilise la bibliothèque OpenCSG pour un rendu rapide et CGAL pour la création de l'objet final exportable.

Son intérêt croît depuis l'apparition des imprimantes 3D et du site de partage de fichier Thingiverse qui permet l'importation de scripts au format SCAD et la possibilité de passer par l'outil "Customizer" permettant de paramétrer un objet sans connaissance en programmation ou sans modifier le script originel.

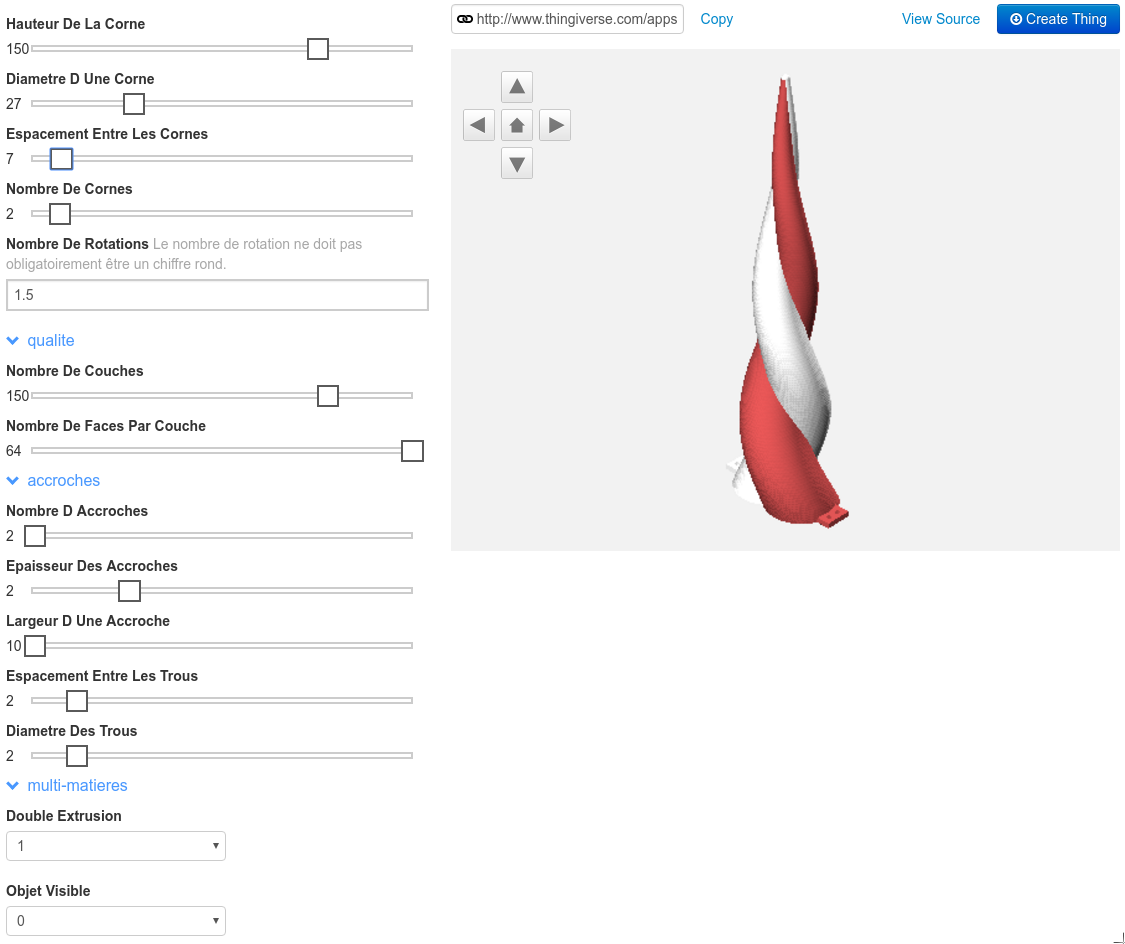
Générateur de corne de licorne à travers l'interface graphique proposée par Thingiverse

Les versions de développement comportent depuis 2017 une interface de saisie 'Customizer' similaire et compatible avec celle de Thingiverse.
C'est un modeleur dont l'usage est répandu dans le domaine de l'impression 3D personnelle mais il peut être utilisé dans d'autres domaines.
Il est possible d'exporter aux formats SVG, DXF, Geomview Object File Format (OFF), STL, AMF et CSG. Les fichiers exportés n'ont pas de notion de pièce, de matière ou de couleur ce qui limite les échanges avec d'autres programme de CAO aux volumes bruts. 
Il peut aussi exporter la vue courante au format PNG ou une succession de vues paramétrées permettant de créer des films de modèles animés.
Une des particularités de ce logiciel est son langage de programmation, ainsi, il offre des possibilités d'application récursives et itératives d'opérations. Ce langage  utilise la programmation fonctionnelle.
Comme le logiciel actualise automatiquement le rendu d'une pièce si son fichier source est modifié, il permet à l'utilisateur de faire usage d'un éditeur externe de façon transparente aussi bien que d'utiliser le langage comme cible de compilation.
Depuis 2015, Il existe un module « OpenSCAD », toujours en développement et intégré dans FreeCAD ; destiné à offrir une interopérabilité entre ces deux logiciels de CAO.
OpenSCAD participe au Google Summer of Code, avec BRL-CAD, LibreCAD, FreeCAD (les quatre étant des logiciels de CAO libres) et Slic3r (pour la FAO). Ces événements permettent un effort combiné et se déroulent au sein de l'organisation parapluie de BRL-CAD.